# トルコクシイモリ
トルコクシイモリ（学名：Triturus karelinii、英：Southern crested newt）は、ヨーロッパに分布する地上性のイモリである。より大きくより頑丈であることを除き、ホクオウクシイモリに似る。
2013年には、本種から、バルカン半島やアナトリア半島に分布するバルカンクシイモリ(Triturus ivanbureschi)が分離され、2016年にはさらにそこから、アナトリア半島北部の固有種であるアナトリアクシイモリ(Triturus anatolicus)が分離した。

## 外見
背中側は茶色から灰色で、濃い色の斑点が分散する。腹や喉は橙色で小さな黒色の水玉模様がある。成長すると最大18cmになる。雄には、首の後ろから尾まで、大きなギザギザのたてがみがある。

## 分布域
トルコクシイモリは、クリミア半島やコーカサス、カスピ海南部に分布する。一方、バルカン半島南東部及びアナトリア半島西部の個体群はバルカンクシイモリ、アナトリア半島北部の個体群はアナトリアクシイモリに分類される。

## 生息地
広葉樹林、針葉樹林、斜面、台地等、山地の様々な場所に生息する。

## ライフサイクル
3歳から4歳で性成熟に達する。繁殖期には、沼、湖、池、溝、一時的な水たまり、小川等、多くの水源で見られる。雄の寿命は8歳、雌は11歳程度である。